# Nedvědice
Nedvědice es una ciudad de mercado del distrito de Brno en la región de la Moravia Meridional, República Checa. Situada en las tierras altas de Hornosvratecka (Alta Svratka), al centro del parque natural Svratecká hornatina. Aproximadamente a 14 kilómetros al noroeste de Tišnov y a 40 de Brno.

## Localización
Nedvědice se encuentra en las estribación del castillo de Pernštejn, ubicada en al noroeste de la región, cerca de la orilla del río Svratka —afluente del río Dyje, afluente del Morava— y de la frontera con la región de Vysočina.

## Etimología
El pueblo debe su nombre al castillo de Pernštejn (en alemán: Bärnstein «piedra del oso»). En el documento más antiguo (1350) la forma es Medvědice (Medwidicz), de lo contrario el nombre siempre se escribía con la inicial N–.[4]

## Historia
La primera mención escrita sobre el pueblo de Nedvědice data del año 1350. Inscrito en los registros de tierras de Brno y se lee, que Felipe el Joven de Pernštejn confirmó a Jimram de la posesión de Pernštejn de parte de varios pueblos de la finca de Pernštejn, incluyendo un tercio del pueblo de Nedvědice.

## Demografía
| Gráfica de evolución de Nedvědice entre 1869 y 2021 |
|                                                     |